# Hiltrud Schröter
Hiltrud Schröter (* 1941 in Köln; † 11. Juni 2010) war eine deutsche Erziehungswissenschaftlerin, die sich in ihren Veröffentlichungen mit Kulturkonflikten zwischen dem Islam und der westlichen Gesellschaft befasste.

## Leben
Schröter war bis 1988 Lehrerin an der Ernst-Reuter-Schule (Frankfurt am Main) und von 1983 bis 1988 Vorsitzende des Frauenausschusses der Gewerkschaft Erziehung und Wissenschaft Frankfurt am Main. Von 1988 bis 2002 arbeitete sie als pädagogische Mitarbeiterin am Fachbereich Erziehungswissenschaften der Universität Frankfurt.

## Werke
Ihre Dissertation Arabesken: Studien zum interkulturellen Verstehen im deutsch-marokkanischen Kontext (1997), die sich als Beitrag zur Kultur-, Migrations- und Geschlechterforschung versteht und sich methodisch an der „Objektiven Hermeneutik“ Ulrich Oevermanns orientiert, verarbeitet eigene Erfahrungen aus einem Aufenthalt als westliche Frau unter der berberischen Bevölkerung in einem Dorf im marokkanischen Rif und die Biographien einer in Frankfurt lebenden Migrantenfamilie aus dieser Region. Diese Arbeit wurde 1998 mit dem Elisabeth-Selbert-Preis der Hessischen Landesregierung ausgezeichnet.
In Mohammeds deutsche Töchter (2002) präsentiert Schröter einerseits eine Reihe von Gesprächen mit 24 in Deutschland lebenden muslimischen Frauen und unternimmt andererseits den Versuch einer kritischen Deutung der Bekleidungsvorschriften im Koran, insbesondere von Sure 33, Vers 59, dem sie keine religiöse, sondern nur eine politische und kulturelle Bedeutung beimisst.
Als totalitäre, auf Gleichschaltung des Individuums, Ungleichbehandlung der Frau und politische Unterwerfung oder Unterwanderung der westlichen Welt ausgerichtete Ideologie präsentierte Schröter den Islam in ihren Veröffentlichungen zur Religionsgemeinschaft der Ahmadiyya (2002) und in ihrem Buch Das Gesetz Allahs (2007), das anhand von Grundtexten des Islams den Nachweis von dessen Unvereinbarkeit mit den Grundwerten von Demokratie und Menschenrechten zu führen versucht.

## Öffentliches Wirken
In ihren Veröffentlichungen der letzten Jahre, in Interviews und tagesaktuellen Stellungnahmen zum Kopftuchstreit und zur Akzeptanz von Moscheebauten in Deutschland vertrat Schröter eine offensiv formulierte und mit dem Gefühl persönlicher Verantwortung für die „Grundwerte unserer Kultur“ begründete Ablehnung des Islams, den sie als „Politreligion und totalitäre Ideologie“, als „Gesellschaftsideologie mit Überlegenheits- und Herrschaftsanspruch“ und „drittes totalitäres System nach Faschismus und Kommunismus“ charakterisierte.
Schröter hat nach eigenen Angaben mehrere Drohungen erhalten. Ihre Beiträge über die religiöse Gemeinschaft der Ahmadiyya, die sie als islamistische „Politreligion“ mit dem Ziel einer „Umwandlung unserer demokratischen Grundordnung in einen islamischen Staat“ beschreibt, wurden zum Anlass für eine Strafanzeige seitens der Ahmadiyya Muslim Jamaat und ein dann wieder eingestelltes Ermittlungsverfahren der Frankfurter Staatsanwaltschaft.

## Kritik
In einer Anhörung beim Bauausschuss in Hannover warf der Religionswissenschaftler Peter Antes Schröter vor, unwissenschaftlich und mit nicht belegten Unterstellungen zu arbeiten. Er betonte, dass ihre Ausführungen keine verwertbaren Quellen enthielten und gerade die Ahmadiyya-Gemeinde sich als islamische Gemeinschaft zur Demokratie bekenne.

## Veröffentlichungen
Bücher
- Arabesken. Studien zum interkulturellen Verstehen im deutsch-marokkanischen Kontext, Peter Lang-Verlag, Frankfurt am Main 1997. ISBN 978-3-631-34810-9.
- Mohammeds deutsche Töchter, Ulrike Helmer Verlag, Königstein/Taunus 2002. ISBN 978-3-89741-103-6
- Ahmadiyya-Bewegung des Islam, Hänsel-Hohenhausen, Frankfurt am Main 2002. ISBN 3-8267-1206-4.
- Das Gesetz Allahs. Menschenrechte, Geschlecht, Islam und Christentum, Ulrike Helmer Verlag, Königstein/Taunus 2007. ISBN 978-3-89741-221-7

Aufsätze und Reden
- Ahmadiyya – Religionsgemeinschaft auf der Basis unseres Grundgesetzes oder islamistische Politreligion? Vortrag bei Anhörung zum Thema: Errichtung einer Ahmadiyya-Moschee in Herrenhausen-Stöcken, Hannover. 18. Juni 2003.
- Allahs Irrleitung. In: Schroeters Weblog. März 2008.
- Die Ahmadiyya und ihr Feindbild Christentum. In: Schroeters Weblog. 28. Mai 2008.
- Islam – Politreligion und totalitäre Ideologie? Elf Aspekte einer neuen Gefahr für die Demokratie. In: Schroeters Weblog. 30. September 2008.
- Ahmadiyya im Vormarsch auf den Endsieg weltweit. (mp4-Video auf Vimeo, 27:34 Minuten) Rede auf der Demonstration des „Interessengemeinschaft Pankow-Heinersdorfer Bürger e. V.“ anlässlich der Eröffnungszeremonie der Chadidscha-Moschee, Berlin-Heinersdorf. 16. Oktober 2008.